# Haiku-Pauwela
Haiku-Pauwela, stad i Maui County, Hawaii, USA med cirka 6 578 invånare (2000). Den har enligt United States Census Bureau en area på totalt 46,6 km².